# قائمة مخلوقات مصاصي الدماء في الفولكلور

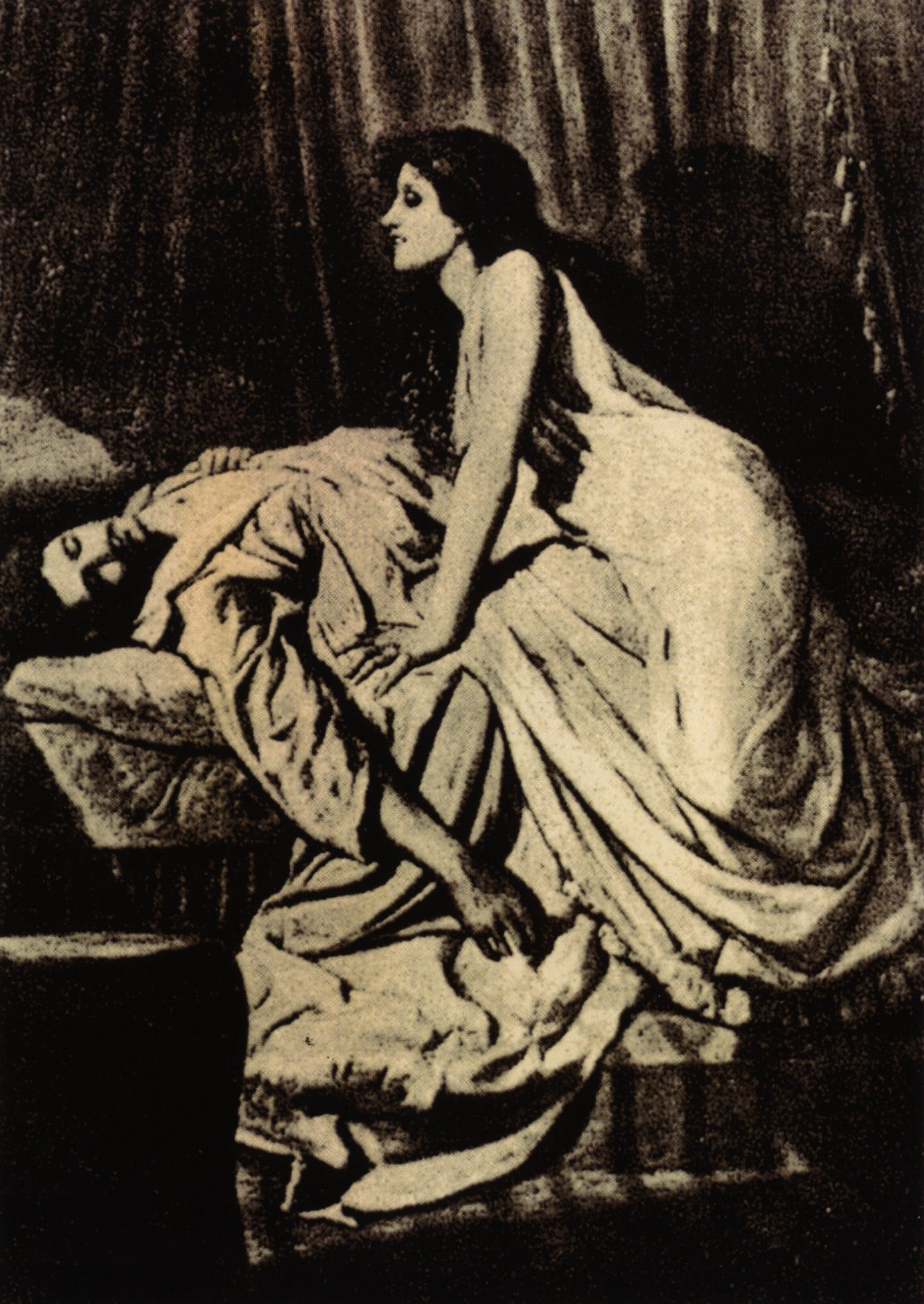
مصاص دماء

تشمل هذه القائمة العديد من أنواع مصاصي الدماء والمخلوقات الأسطورية الشبيهة بمصاصي الدماء في الفولكلور العالمي أو الأشخاص الذين يُفترض أنهم مصاصو دماء. وهذه القائمة لا تتضمن أي مصاص دماء نشأ في عمل خيالي.

## أ
- أبشانتشو (بوليفيا)
- أبيري (ميلانيزيا)
- أبهارتاش (أيرلندا)
- أديلا (بوهيميا)
- أدز (تراث شعبي) (غانا)
- ألب [الإنجليزية]‏ (ألمانيا) – اختلافات في جميع أنحاء العالم.
- أمالانهيغ (الفلبين)
- أسيل توريس (بورتوريكو)
- أنيوخا (منغوليا، الصين)
- أرنولد باول [الإنجليزية]‏ (صربيا)
- أسانبوسام (شعب الأشانتي)
- أسيما (سورينام)
- أوباييفو (شعب الأشانتي)
- أسوانغ (الفلبين)
- أوفوكر [الإنجليزية]‏ (ألمانيا)
- أوباييفو (شعب الأشانتي)

## ب
- بادمراج (منغوليا)[1]
  - ويسمى أيضًا باداي
- Baital (India) – Variations: Baitala, Baitel, Baitol, Bay Valley, Katakhanoso, Vetal, Vetala[2]
- باجانج (ماليزيا)
- باكا (فودو هايتي)[3] - البديل: بينين
- بانتو (الهند) - هناك ثلاثة أنواع رئيسية من مصاصي الدماء هذا بما في ذلك:
  - بانتو دودون
  - بانتو بارل
  - بانتو سابورو
- باوبهان سيث [الإنجليزية]‏ (مرتفعات إسكتلندا)
- بيربالانج [الإنجليزية]‏ (الفلبين)
- مصاص دماء بيريك (إنجلترا[4])
- بِزْكَوست (السلافية)
- بهايانجكارا (التبت)
- بهوتا (الهند)
- بيبي (البلقان)
- مصاص الدماء (1706 كادام، بوهيميا)
- بلوتساجر (ألمانيا)
- بوهاغ [الإنجليزية]‏ (أمريكا)
- بورارو (الفولكلور الكولومبي)
- براهماباروش (الهند)
- مصاص دماء بريسلان (بريسلاو، بولندا، القرن السابع عشر)
- بروغا [الإنجليزية]‏(إسبانيا وأمريكا الوسطى)
- بروكسا (البرتغال) - يُطلق على الذكور اسم بروكسو
- مصاص دماء باكينجهامشير (1196 باكينجهامشير ، إنجلترا)
- بوراش بهادي (اسكتلندا) [5]
- سيخمت (مصر)